# Jaso
JASO, acrônimo de  Japanese Automotive Standards Organization (日本自動車規格, Nihon Jidōsha Kikaku, JASO) é uma organização reguladora de padrões automotivos do Japão, análogo ao Society of Automotive Engineers (SAE) dos Estados Unidos. JASO também padroniza diversos íten de lubrificação como óleos, graxas, e fluídos; possui também os divisões para padrões de motores de dois tempos denominada JASO FC, e para motores quatro tempo denominado JASO MA para motocicletas.
JASO é uma parte da Society of Automotive Engineers of Japan (財団法人自動車技術会, Zaidan-hōjin Jidōsha Gijutsukai, JSAE).